# Euglandina singleyana
Euglandina singleyana är en snäckart som först beskrevs av W. G. Binney 1892.  Euglandina singleyana ingår i släktet Euglandina och familjen Spiraxidae. Inga underarter finns listade i Catalogue of Life.